# Produto escalar
Em álgebra linear, o produto escalar é uma função binária definida entre dois vetores que fornece um número real (também chamado "escalar") como resultado. É o produto interno padrão do espaço euclidiano.
Algebricamente, o produto escalar de dois vetores é formado pela multiplicação de seus componentes correspondentes e pela soma dos produtos resultantes. Geometricamente, é o produto das magnitudes euclidianas dos dois vetores e o cosseno do ângulo entre eles.
O produto vetorial, que é outra operação possível de ser definir para vetores fornece, por outro lado, um novo vetor.

## Definição

### Geométrica

Produto escalar de vetores. Percebe-se que A•cos(θ) é a projeção escalar de A em B.

O produto escalar de dois vetores A e B, que se representa por {\displaystyle \cdot } ou ainda por um traço vertical | é o resultado do produto do comprimento (também chamado de norma ou módulo) de B pela projeção escalar de A em B.
{\displaystyle \mathbf {A} \cdot \mathbf {B} =\left\|\mathbf {A} \right\|\left\|\mathbf {B} \right\|\cos \theta }
Onde θ é o ângulo formado pelos vetores e ||A|| e ||B|| são seus comprimentos.
Essa expressão somente contém uma definição do comprimento de um vetor como a raiz quadrada do seu produto escalar, mas não fornece meios de se calcular o comprimento do vetor.
{\displaystyle \mathbf {A} \cdot \mathbf {A} =\left\|\mathbf {A} \right\|\left\|\mathbf {A} \right\|\cos 0=\left\|\mathbf {A} \right\|^{2}}
Entretanto, essa expressão permite o cálculo do ângulo θ entre os vetores:
{\displaystyle \theta =\arccos {\frac {\mathbf {A} \cdot \mathbf {B} }{\left\|\mathbf {A} \right\|\left\|\mathbf {B} \right\|}}}
Note que não é necessário mencionar nenhum sistema de coordenadas para se obter o valor do produto escalar. A formula acima é válida independente do sistema de coordenadas.
Fisicamente, se A  fosse uma força, o produto escalar mediria o quanto da força A estaria sendo aplicada na direção de B. Isto só é válido, entretanto, se o vetor B for unitário. Do contrário, a magnitude da projeção de A em B ("o quanto da força A está aplicado na direção de B") deve ser obtida por A · (B / |B|), visto que B / |B| representa o vetor unitário na direção de B.

### Algébrica
Em um sistema de coordenadas ortonormal de n dimensões, onde escrevemos os vetores A e B em termos de componentes como
{\displaystyle \mathbf {A} =\left(a_{1},a_{2},\cdots ,a_{n}\right)} e
{\displaystyle \mathbf {B} =\left(b_{1},b_{2},\cdots ,b_{n}\right),}
o produto escalar entre A e B é:
{\displaystyle \mathbf {A} \cdot \mathbf {B} =\sum _{i=1}^{n}a_{i}b_{i}=a_{1}b_{1}+a_{2}b_{2}+\cdots +a_{n}b_{n}}
Note que a interpretação do produto escalar como a projeção do vetor na direção de outro, neste caso, está longe de ser óbvia. No entanto a expressão acima nos fornece uma forma de obter o comprimento de um vetor qualquer em termos de suas componentes:
{\displaystyle \left\|\mathbf {A} \right\|={\sqrt {\mathbf {A} \cdot \mathbf {A} }}={\sqrt {a_{1}^{2}+a_{2}^{2}+\cdots +a_{n}^{2}}}}

### Projeção escalar
A projeção escalar de um vetor a em direção a um vetor b é dada por:
{\displaystyle a_{b}=\|a\|\cos \theta },
onde {\displaystyle \theta } é o ângulo entre a e b. 
Em termos da definição geométrica do produto escalar, este pode ser reescrito como 
{\displaystyle a_{b}=a\cdot {\widehat {b}}},
onde {\displaystyle {\widehat {b}}=b/\lVert b\rVert } é o vetor unitário na direção de b.
O produto escalar é, portanto, caracterizado geometricamente por 
{\displaystyle a\cdot b=a_{b}\lVert b\rVert =b_{a}\lVert a\rVert }. 

## Propriedades
Sejam A e B dois vetores com "n" linhas e 1 coluna, ou seja, de dimensões iguais. O produto escalar de vetores tem as seguintes propriedades:
- Comutativa: {\displaystyle \mathbf {A} \cdot \mathbf {B} =\mathbf {B} \cdot \mathbf {A} } .
- Distributiva em relação à soma de vetores: {\displaystyle \mathbf {A} \cdot \left(\mathbf {B} +\mathbf {C} \right)=\mathbf {A} \cdot \mathbf {B} +\mathbf {A} \cdot \mathbf {C} }.
- Multiplicação por escalar: {\displaystyle \left(n_{1}\mathbf {A} \right)\cdot \left(n_{2}\mathbf {B} \right)=\left(n_{1}n_{2}\right)\left(\mathbf {A} \cdot \mathbf {B} \right)}
- Soma de quadrados:{\displaystyle \mathbf {A^{T}} \cdot \mathbf {A} ={\begin{bmatrix}a_{1}&a_{2}&...&a_{n}\end{bmatrix}}{\begin{bmatrix}a_{1}\\a_{2}\\...\\a_{n}\end{bmatrix}}=a_{1}\cdot a_{1}+a_{2}\cdot a_{2}+...+a_{n}\cdot a_{n}=\sum _{i=1}^{n}{\bigl (}{a_{i}}^{2}{\bigr )}}[10][11], ou seja, a multiplicação de um vetor pelo seu transposto é igual à soma de seus elementos ao quadrado. Note que essa soma é um número escalar, ou, o que é equivalente, uma matriz de dimensões 1X1.